# Oreoselinum montanum
Oreoselinum montanum är en flockblommig växtart som beskrevs av Franz Georg Hoffmann. Oreoselinum montanum ingår i släktet Oreoselinum och familjen flockblommiga växter. Inga underarter finns listade i Catalogue of Life.